# コスモス213号
コスモス213号（Kosmos 213、ロシア語: Космос 213）は、有人宇宙飛行に向けたソビエト連邦のソユーズ計画試験機の1つである。得られた科学データや測定値はマルチチャンネル遠隔測定システムで地球へ伝送された。コスモス212号・213号は、1968年4月15日に自動操縦によって軌道上でドッキングし、両宇宙船はソ連領内へ着陸した。

## ミッション情報
- 宇宙船：ソユーズ7K-OK
- 質量：6,530 kg
- 乗組員：なし
- 打上げ:：968年4月15日09:34:00（UTC）
- 着陸：1968年4月20日10:11（UTC）
- 近点：193 km
- 遠点：245 km
- 軌道傾斜角：51.4°
- 軌道周期：89.16分
- NSSDC ID：1968-030A